# Saint-Vincent-de-Lamontjoie
Saint-Vincent-de-Lamontjoie é uma comuna francesa na região administrativa da Nova Aquitânia, no departamento Lot-et-Garonne. Estende-se por uma área de 15,75 km². Em 2010 a comuna tinha 245 habitantes (densidade: 15,6 hab./km²).